# NGC 7716
NGC 7716 (również PGC 71883 lub UGC 12702) – galaktyka spiralna z poprzeczką (SBb), znajdująca się w gwiazdozbiorze Ryb. Odkrył ją John Herschel 6 września 1831 roku.